# الدرنة (القفر)

تعديل مصدري - تعديل

الدرنة محلة تابعة لقرية المدير، التابعة لعزلة بني عمر السافل بمديرية القفر إحدى مديريات محافظة إب في الجمهورية اليمنية، بلغ تعداد سكانها 52 حسب تعداد اليمن لعام 2004.